# Tostão
Tostão vagy teljes nevén Eduardo Gonçalves de Andrade (Belo Horizonte, 1947. január 25. –) világbajnok brazil labdarúgócsatár, orvos, újságíró.

## Pályafutása

### A válogatottban
1966-ban mutatkozott be a brazil válogatottban. Összesen 54 nemzetközi mérkőzésen lépett pályára, és 32 gólt szerzett. Részt vett az 1966-os világbajnokságon, az 1970-es világbajnokságon pedig a győztes csapat tagja volt. Ez utóbbin a torna legjobb játékosának is megválasztották.

## Sikerei, díjai

### Klubcsapatokkal
Cruzeiro
- Brazil bajnokság: 1966[4]
- Mineirão bajnokság: 1965, 1966, 1967, 1968, 1969[4]

### A válogatottal
Brazília
- Labdarúgó-világbajnokság: 1970[4]
- Függetlenségi kupa: 1972

### Egyéni
- Ezüstlabda : 1970
- Brazil bajnokság gólkirálya: 1970 (12 gól)[5]
- Az év dél-amerikai labdarúgója: 1971
- IFFHS 20. századi brazil játékos (5. hely)[6]
- IFFHS 20. századi dél-amerikai játékos (13. hely)[6]
- World Soccer magazin: Minden idők 100 legjobb labdarúgója[7]
- Brazil Futballmúzeum Hírességek Csarnoka